# (42405) 9085 P-L
(42405) 9085 P-L es un asteroide perteneciente al cinturón de asteroides, descubierto el 27 de septiembre de 1960 por Cornelis Johannes van Houten en conjunto a su esposa también astrónoma Ingrid van Houten-Groeneveld y el astrónomo Tom Gehrels desde el Observatorio del Monte Palomar, Estados Unidos.

## Designación y nombre
Designado provisionalmente como 9085 P-L.

## Características orbitales
9085 P-L está situado a una distancia media del Sol de 2,218 ua, pudiendo alejarse hasta 2,656 ua y acercarse hasta 1,780 ua. Su excentricidad es 0,197 y la inclinación orbital 4,009 grados. Emplea 1206,54 días en completar una órbita alrededor del Sol.

## Características físicas
La magnitud absoluta de 9085 P-L es 16,40.